# Melissa Bustos
Melissa Deanna Bustos Pepe (Winnipeg, Canadá, 12 de mayo de 1999) es una futbolista canadiense-chilena que juega como mediocampista ofensiva en el club Everton de Viña del Mar de la Primera División de Chile.

## Carrera
En su país natal, Bustos jugó durante dos años en los Thunderbirds de la Universidad de Columbia Británica. En 2019 sufrió una grave lesión en la rodilla. En 2020 se mudó a Chile y se incorporó al club Colo-Colo. Posteriormente  estuvo dos años en Fernández Vial.
En mayo de 2022, fue seleccionada por el brasileño Neymar para el torneo amistoso Red Bull Neymar Jr's Five en Qatar, luego de que éste viera un video en Instagram sobre sus habilidades.
En 2023 firmó con Santiago Morning, cuadro con el que marcó 9 goles en 23 partidos. En enero de 2024 fue anunciada como nueva jugadora de Universidad de Chile.

## Carrera internacional
En 2019 entrenó con la selección de Chile y, posteriormente, fue convocada a un microciclo de entrenamiento.
En 2023 fue convocada a un microciclo formativo de la selección nacional sub-23.
En la categoría absoluta, hizo su debut en la victoria por 1-0 contra Perú el 1 de diciembre de 2023.

## Vida personal
Nacida en Canadá, su padre, Alex, es chileno y su madre es canadiense de ascendencia italiana.  Tiene tres nacionalidades: canadiense de nacimiento, chilena e italiana.
Su padre solía organizar campeonatos de fútbol para academias cuando ella era niña. Ella también jugaba voleibol, baloncesto y practicaba atletismo.
Su hermano Marco es un futbolista internacional canadiense. Ambos organizaron un campamento de fútbol, Marco & Melissa Bustos Soccer Camp, en su ciudad natal, Winnipeg, y regalaron camisetas de Fernández Vial a los niños.